# Три дня счастья
«Три дня счастья» (яп. 三日間の幸福 Миккакан но ко:фуку) — роман Сугару Миаки, опубликованный издательством ASCII Media Works в 2013 году. С 2016 по 2017 год выходила манга-адаптация романа, иллюстрированная Сёити Тагути, изначально на веб-сайте Shueisha и в приложении для смартфонов Shounen Jump+, а затем в печатном формате.

## Сюжет
Будучи ребёнком, Кусуноки думал, что его ждёт великое будущее. Однако прошло десять лет, и наивные детские мечты сменились суровой реальностью. Жизнь Кусуноки сера и безрадостна. Двадцатилетний парень работает в кафе, и денег ему не хватает даже на еду. Распродавая свои книги и диски, он узнаёт от знакомого букиниста об особом магазине, в котором скупают жизни людей. При этом стоимость меняется в зависимости от человека. Восприняв это как несмешную шутку, парень решает всё же сам всё проверить. Так как за свою жизнь японец в среднем тратит около 200—300 миллионов иен, примерно на такую сумму Кусуноки и рассчитывает. Однако оставшуюся Кусуноки жизнь нельзя назвать счастливой и в ней не будет никаких достижений, поэтому, основываясь на наличии таких факторов, как счастье, актуализация и вклад, он обнаруживает, что за каждый год магазин готов предложить лишь минимальную цену в десять тысяч иен. Хотя Кусуноки и рассчитывал долго прожить, в настоящем исходе ему остаётся не более тридцати лет. В итоге Кусуноки решает воспользоваться этой возможностью и продаёт тридцать лет своей жизни, оставив себе только три месяца. На оставшийся срок к нему приставляют наблюдательницу Мияги, которая должна гарантировать, что её подопечный не будет создавать проблем другим людям. 

## Медиа

### Роман
Роман-однотомник Сугару Миаки был издан ASCII Media Works под импринтом Media Works Bunko 25 декабря 2013 года. Рисунок для обложки был нарисован художником под псевдонимом E9L. Издательство Yen Press заявило о приобретении лицензии на выпуск романа в Северной Америке 16 ноября 2019 года. 4 декабря 2018 года издательство «Истари комикс» заявило о приобретении лицензии на выпуск романа в России. На русском языке книга вышла 31 декабря 2019 года.

### Манга
Манга-адаптация романа под названием Jumyou wo Kaitotte Moratta. Ichinen ni Tsuki, Ichimanen de. (яп. 寿命を買い取ってもらった。一年につき、一万円で。 Дзюмё: о кайтоттэ моратта. Итинэн ни цуки, итиманъэн дэ., «Я распродал свою жизнь по 10000 иен за год»), иллюстрированная Сёити Тагути, выходила в приложении для смартфонов Shounen Jump+, а также изначально на сайте издательства Shueisha с 8 августа 2016 года по 10 октября 2017 года. В дальнейшем три тома манги были пущены в печать под импринтом Jump Comics+.

#### Список томов манги
| № | Дата публикации      | ISBN                   |
| - | -------------------- | ---------------------- |
| 1 | 4 июля 2017 года     | ISBN 978-4-08-881121-5 |
| 2 | 29 августа 2016 года | ISBN 978-4-08-881238-0 |
| 3 | 4 декабря 2017 года  | ISBN 978-4-08-881402-5 |